# Aktiensplit
Ein Aktiensplit (oder Aktiensplitting; englisch forward stock split) ist auf dem Aktienmarkt und in der Betriebswirtschaftslehre bei Aktiengesellschaften eine Kapitalmaßnahme, durch die eine Vermehrung der Aktien bei konstant bleibendem Grundkapital vorgenommen wird. Gegensatz ist die Aktienzusammenlegung (englisch reverse stock split).

## Allgemeines
Der Wortbestandteil „-split“ bedeutet „Teilung, Aufteilung“ (englisch split). Eine umlaufende Stückaktie wird durch diese Kapitalmaßnahme in mindestens zwei Aktien geteilt, bei Nennbetragsaktien wird ihr Nennwert ermäßigt. Da das Grundkapital der Aktiengesellschaft unverändert bleibt, erleiden korrespondierend Aktionäre durch diese Maßnahme keine Vermögensveränderung.

## Kapitalmaßnahmen
Es gibt folgende Kapitalmaßnahmen:
| Kapitalmaßnahme     | Arten                                                                                                   | Rechtsgrundlage                                              |
| ------------------- | --- | ------------------------------------------------------------ |
| Kapitalerhöhung     | reguläre Kapitalerhöhung bedingtes Kapital genehmigtes Kapital Kapitalerhöhung aus Gesellschaftsmitteln | § 182 ff. AktG §§ 193 ff. AktG § 202 ff. AktG § 207 ff. AktG |
| Kapitalherabsetzung | ordentliche Kapitalherabsetzung vereinfachte Kapitalherabsetzung Einziehung von Aktien                  | § 222 ff. AktG § 229 ff. AktG § 237 AktG                     |
| Kapitalschnitt      | Kombination einer Kapitalherabsetzung mit einer anschließenden Kapitalerhöhung                          | § 222 AktG, § 182 AktG                                       |

Alle diese Kapitalmaßnahmen führen zu einer Veränderung des Grundkapitals. Beim Aktiensplit bleibt das Grundkapital jedoch unverändert.

## Beispiel
Wird beispielsweise ein Aktiensplit von {\displaystyle 1:4} durchgeführt, erhalten alle Inhaber der betroffenen Stückaktie für je eine im Besitz befindliche drei weitere Aktien, so dass sie nach dem Aktiensplit über vier Stückaktien verfügen.
| Aktiensplit | Aktienbestand vor dem Aktiensplit             | Aktienbestand nach dem Aktiensplit                  |
| ----------- | --------------------------------------------- | --------------------------------------------------- |
| 1:4         | 1 Stück (Stückaktie) 100 Euro (Nennwertaktie) | 4 Stück (Stückaktien) 25 Euro (vier Nennwertaktien) |

Bei der Angabe des Splitverhältnisses mit Doppelpunkt steht die Anzahl der Aktien vor dem Split links vom Doppelpunkt, die Anzahl der Aktien nach dem Split rechts vom Doppelpunkt.
Das gilt auch bei Nennwertaktien, bei denen sich der bisherige Nennwert im Verhältnis des Aktiensplits vermindert. Im Beispiel besitzt der Aktionär nach dem Aktiensplit 4 Aktien mit einem Nennwert von 25 Euro pro Stück, also weiterhin 100 Euro.
Daraus ergibt sich auch das Ziel des Aktiensplits. Rechnerisch wird der Börsenkurs der gesplitteten Aktien proportional zur steigenden Anzahl sinken, wodurch sich ihr Kurswert nicht verändert. Bei einem Börsenkurs von 400 Euro pro Stückaktie wird nach dem Aktiensplit der Börsenkurs rechnerisch auf 100 Euro pro Stückaktie sinken. Da der Aktionär nun aber vier Aktien besitzt, bleibt der Kurswert von 400 Euro – und damit sein Vermögen – unverändert.
Die Beteiligungsquote verändert sich übrigens durch den Aktiensplit nicht, da zwar auf einen Aktionär nunmehr vier Stimmen entfallen, was aber auf sämtliche Aktionäre zutrifft.

## Rechtsfragen
Der Aktiensplit ist eine Änderung der Stückelung, die nach § 23 Abs. 3 Nr. 4 AktG der Änderung der Satzung bedarf, was einen Beschluss der Hauptversammlung gemäß § 179 Abs. 1 AktG erfordert. Allgemein bedarf es für einen solchen Beschluss einer Dreiviertel-Mehrheit, wobei in der Satzung andere Mehrheiten festgelegt werden können. Alle Aktionäre müssen nur dann zustimmen, wenn ein Rechtsnachteil mit der Neustückelung verbunden ist, was allerdings meistens nicht der Fall ist. Eine Zustimmung der Aktionäre ergibt sich ausnahmsweise, wenn beispielsweise bei Nennwertaktien Restbeträge übrig bleiben, die einen Zukauf weiterer Aktien oder Verkauf vorhandener Aktien nach sich ziehen. Im Rahmen der Euro-Einführung zum Januar 2002 wurden in den EU-Mitgliedstaaten viele Aktien von einem Nennwert von üblicherweise 50 DM (oder in anderer Fremdwährung) auf Stücke im Nennwert von 5 €, 1 € oder nennwertlose Stückaktien umgestellt. Die Anzahl der Aktien im Depot erhöhte sich ohne Änderung des Depotwertes für diese Aktien, weil der Börsenkurs entsprechend sank. Da hiermit kein Rechtsnachteil verbunden war, gab es keine Zustimmungspflicht der Aktionäre.

## Technische Umsetzung
Während bei Stückaktien ein Aktiensplit vergleichsweise einfach durch eine entsprechende Satzungsänderung möglich ist, müssten bei einem Aktiensplit bei Nennbetragsaktien alle Aktien ausgetauscht werden. In der technischen Durchführung werden die bisherigen Aktien eingezogen und durch Aktien mit einem niedrigeren Nennwert, aber gleicher WKN bzw. ISIN ersetzt. Dieses ist einer der Gründe, weshalb Aktiensplits früher nur selten durchgeführt wurden. Heute liegen die meisten Aktien als Sammelurkunden in Form von Globalaktien vor, so dass bei einem Aktiensplit lediglich die wenigen physisch vorliegenden Globalaktien (effektive Stücke) ausgetauscht werden müssen.
Normalerweise hätte ein Aktiensplit ähnlich der Dividendenauszahlung einen rechnerischen Kurseinbruch zur Folge. Bei einem Aktiensplit {\displaystyle 1:2} würden sich sowohl der Nominalwert als auch der Kurswert plötzlich halbieren, was unerfahrene Anleger zur Auffassung verleiten könnte, der Kurs sei um 50 % eingebrochen. Daher werden die historischen Kurse in den meisten Kursanalyseprogrammen automatisch angepasst, so dass ein Aktiensplit in der Grafik nicht zu erkennen ist. In den meisten Darstellungen der Handelssysteme sind die Zeitpunkte von Splits jedoch gekennzeichnet. Gleiches gilt für die Handelsvolumina, die sich in diesem Beispiel – in Stück betrachtet – plötzlich verdoppeln würden. Bei der Finanzanalyse von historischen Kursdaten (Zeitreihenanalyse), insbesondere Kursen, Handelsvolumen (Stück) und Handelsumsätzen (Volumen in Währung), ist daher stets erhöhte Aufmerksamkeit geboten, um automatische Korrekturen nicht versehentlich mit Realdaten zu verwechseln, und so unrealistische Werte zu errechnen.

## Wirtschaftliche Aspekte
Der Aktiensplit soll den Börsenkurs einer „teuren“ oder „schweren“ Aktie senken, um sie attraktiver für Anleger zu machen, da bei teuren Aktien der Anleger eher von einer Kaufentscheidung absieht. Aktiensplits haben ihren Ursprung in den angelsächsischen Ländern, wo Aktien regelmäßig gesplittet werden, wenn sie dauerhaft ein hohes Kursniveau überschreiten.
Aus Sicht des Aktionärs entspricht der Aktiensplit der Emission von Gratisaktien. Beide Kapitalmaßnahmen sind jedoch nicht identisch, weil durch Gratisaktien bei der Aktiengesellschaft das Grundkapital aus Rücklagen erhöht – also verändert – wird. In den USA werden beide Kapitalmaßnahmen zusammengefasst (englisch stock distributions), wobei zwischen den Unterarten des Aktiensplits (englisch stock splits) und Gratisaktien (englisch stock dividends) unterschieden wird. Aktiensplits werden in den USA in Phasen eines hohen Kursniveaus durchgeführt und werden daher meist von hohen positiven Überrenditen begleitet. Der Grund hierfür wird darin gesehen, dass die Ankündigung eines Aktiensplits vom Aktienmarkt als Hinweis auf steigende Dividenden interpretiert wird (englisch Signaling).
Beim Aktiensplit kommt es zu keiner Kapitalverwässerung, weil sich das Grundkapital lediglich auf mehr Aktien verteilt als vorher.